# Coelogyne judithiae
Coelogyne judithiae är en orkidéart som beskrevs av Peter Geoffrey Taylor.
Coelogyne judithiae ingår i släktet Coelogyne och familjen orkidéer. Inga underarter finns listade i Catalogue of Life.